# Obersalzberg

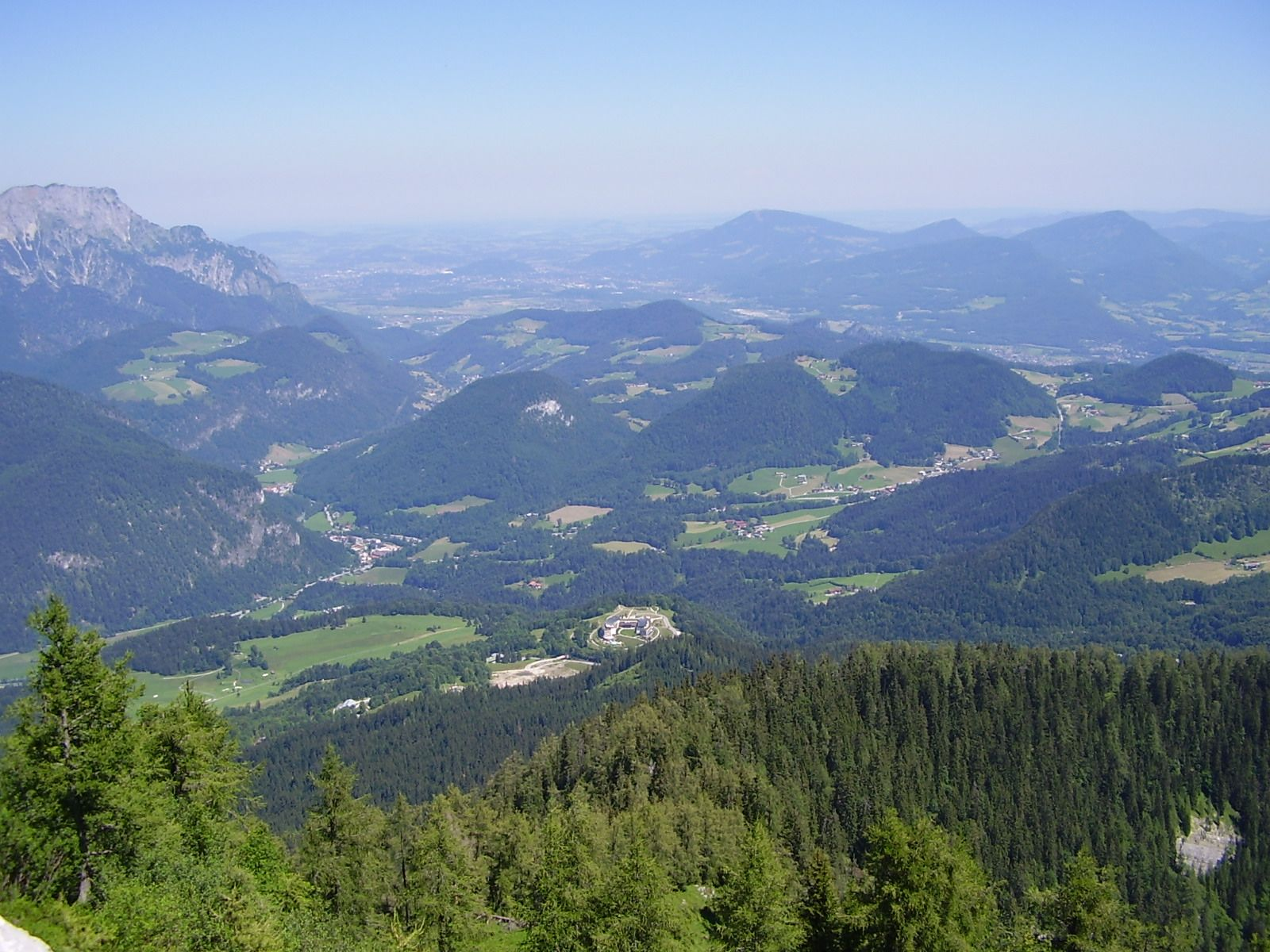
Panorama de Obersalzberg vista do "Ninho da Águia".

Obersalzberg é um retiro de montanha situado sobre a cidade de Berchtesgaden, na Baviera, sul da Alemanha, a cerca de 120 km de Munique e perto da fronteira austríaca. O local é mais conhecido po ter abrigado uma residência e quartel-general de Adolf Hitler, o Berghof, e o Kehlsteinhaus, conhecido popularmente como "Ninho de Águia", no cume da montanha, com cerca de 400 m de altura.
O nome deriva dos depósitos de halita sedimentados no antigo principado de Berchtesgaden, documentado desde o século XII. Ele era parte do principado de Salzberg, onde a mina de sal de Berchtesgaden começou a funcionar em 1517. Em 1810, tornou-se um município bávaro. Os planos do governo nazista de incorporá-lo com Berchtesgaden não foram à frente na época do III Reich, só sendo realizados em 1972.

## O retiro de Hitler
No fim do século XIX, industriais e intelectuais alemães começaram a usar a área como residência de férias para verão ou inverno. A paisagem local e a vista para as montanhas também atraiu Adolf Hitler, que ouviu falar de Berchtesgaden em 1923 através de seu companheiro de Putsch de Munique, Dietrich Eckart, pouco antes de seu aprisionamento na prisão de Landsberg. Foi numa cabana em Obersalzberg que ele escreveu a segunda parte de seu livro Mein Kampf, que lhe rendeu muitos dividendos em direitos. Hitler ficou tão apaixonado pela área que, em 1928, usando desses rendimentos, alugou um pequeno chalé chamado Haus Wachenfeld, pertencente à viúva de um empresário de Buxtehude, Otto Winter.

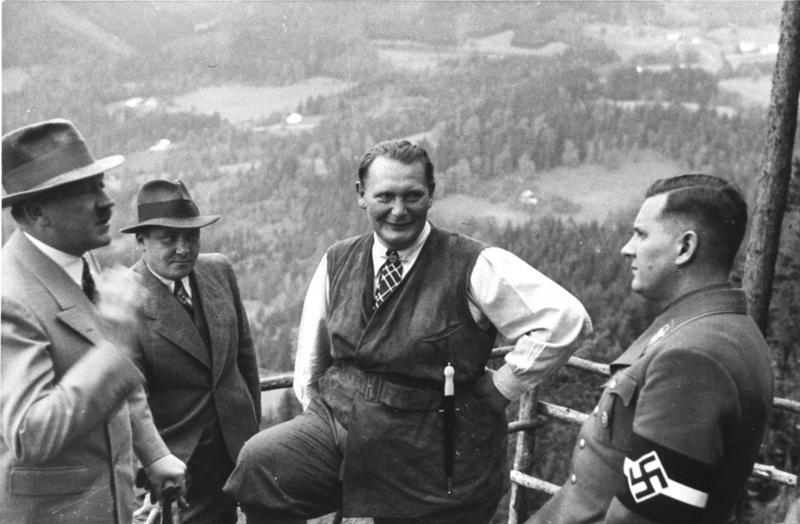
Hitler, Bormann, Hermann Göring e Baldur von Schirach em Obersalzberg, 1936.

Em 1933, meses depois de ser empossado como chanceler da Alemanha, ele comprou a propriedade e começou a fazer grandes modificações no local, expandindo a casa. Instalou grandes vidros com persianas, construiu um pequeno escritório, um jardim de inverno e compôs uma decoração usando cantaria. Entre 1935 e 1936, fez grandes reformas e expandiu a área edificada, construindo terraços, garagens, alojamentos para os guardas das SS, um bunker subterrâneo, casas de hóspedes interligadas, aumentou enormemente a área construída e batizou-a como Berghof, transformando tudo num grande complexo. Nesta época, por causa da presença de Hitler, Obersalzberg começou a ficar superlotada de visitantes admiradores do Führer que acorriam ao local, causando problemas e incômodos aos moradores da área.
Vários líderes nazistas adquiriram casas adjacentes e no meio dos anos 30, por obra de Martin Bormann, um dos líderes do Partido, todos os vizinhos anteriores tinham vendido suas propriedades e terrenos ou tinham sido expulsos, e três zonas de segurança foram instaladas ao redor da área e cercas instaladas para manter as multidões longe do local. As expropriações feitas não apenas atingiram residências vizinhas mas também pequenas fazendas alpinas cujos proprietários as possuíam em família havia séculos.
A partir de 1938, o Kehlsteinhaus (Ninho da Águia), no topo da montanha, foi idealizado e construído sob a supervisão de Bormann e presenteado a Hitler em 1939, na comemoração de seu 50º aniversário, mas a construção foi raramente visitada por ele e Eva Braun, embora o casal passasse muito tempo em Berghof. 

## Destruição e ocupação
Todo o complexo, à exceção do Ninho da Águia, foi severamente danificado por um bombardeio britânico em 25 de abril de 1945 e o restante demolido pelas tropas das SS em retirada e saqueado pelos locais. Tropas do Exército dos Estados Unidos ocuparam Obersalzberg em 4 de maio. As antigas propriedades nazistas foram passadas para o estado da Baviera em 1947, que ao invés de devolvê-las para seus donos originais, pré era-nazista, as vendeu para a rede de hotéis Steigenberger. Entretanto,  Obersalzberg continuou a ser usada como parque recreacional pelos militares americanos estacionados em Berchtesgaden no pós-guerra. Algumas estruturas edificadas no local foram reconstruídas enquanto as fundações de Berghof e das residências de Bormann e Göring foram erradicadas. Em 1964, o contrato com a rede de hotéis foi anulado.
Só em 1996 os norte-americanos deixaram Obersalzberg, quando então o governo bávaro permitiu a construção de um grande hotel da rede Intercontinental e de um centro de documentação, o Dokumentationszentrum Obersalzberg, dirigido pelo Instituto de História Contemporânea, de Munique.